# إبيكو كولون
 أورلاندو كولون  (24 مارس 1982) وهو مصارع في المصارعة المحترفة من بورتو ريكو يصارع في الدبليو دبليو إي تحت اسم فرناندو حاليا وكان سابقا يصارع تحت اسم «إبيكو» وكان قد شكل فريق مع ابن عمه بريمو وفازا ببطولة الفرق، ثم غيّرا اسم الفريق إلى «لوس ماتدوريس» (Los Matadores) وأصبحا يرتديان الأقنعة.

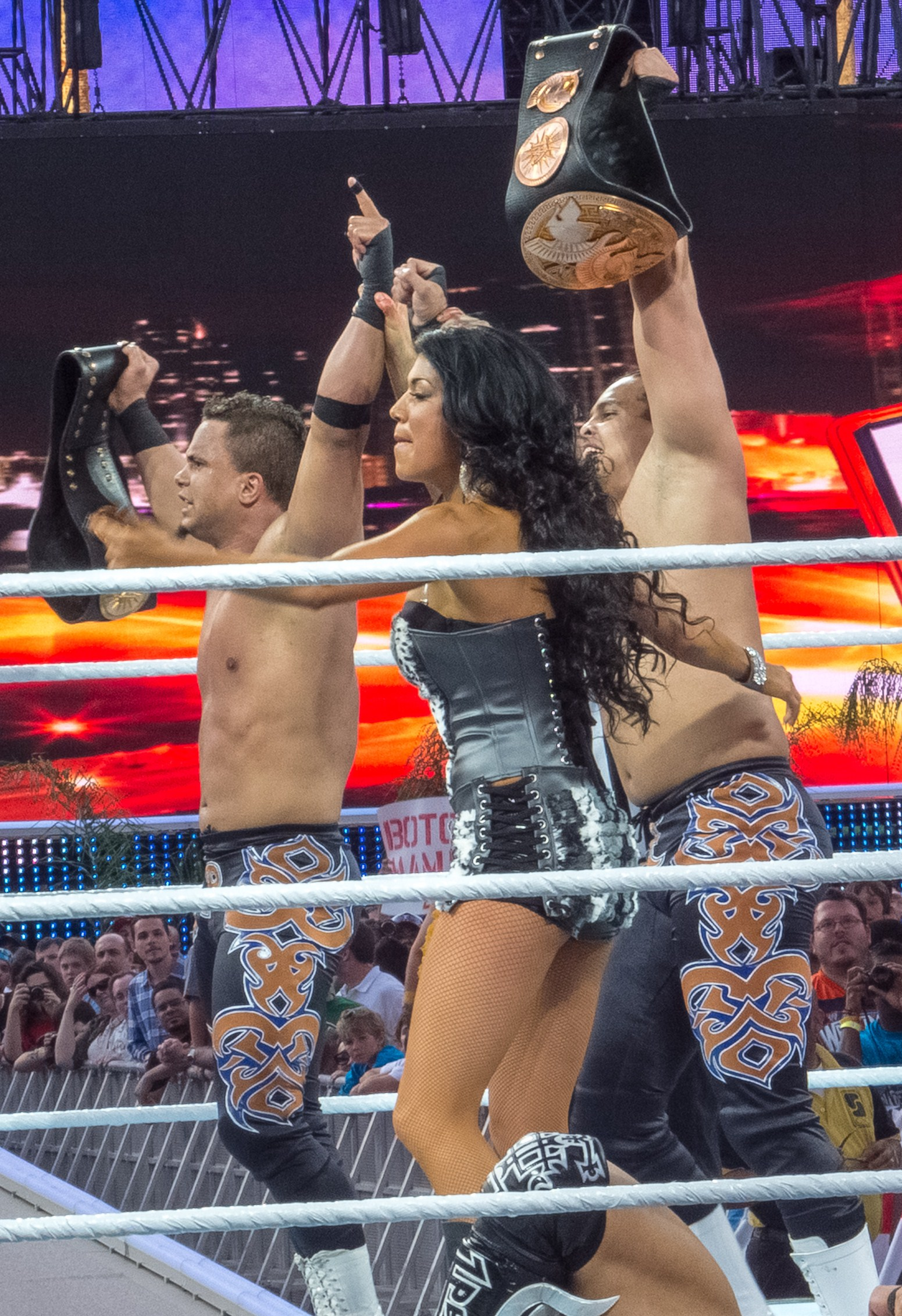
بريمو و إبيكو و روزا في 2012

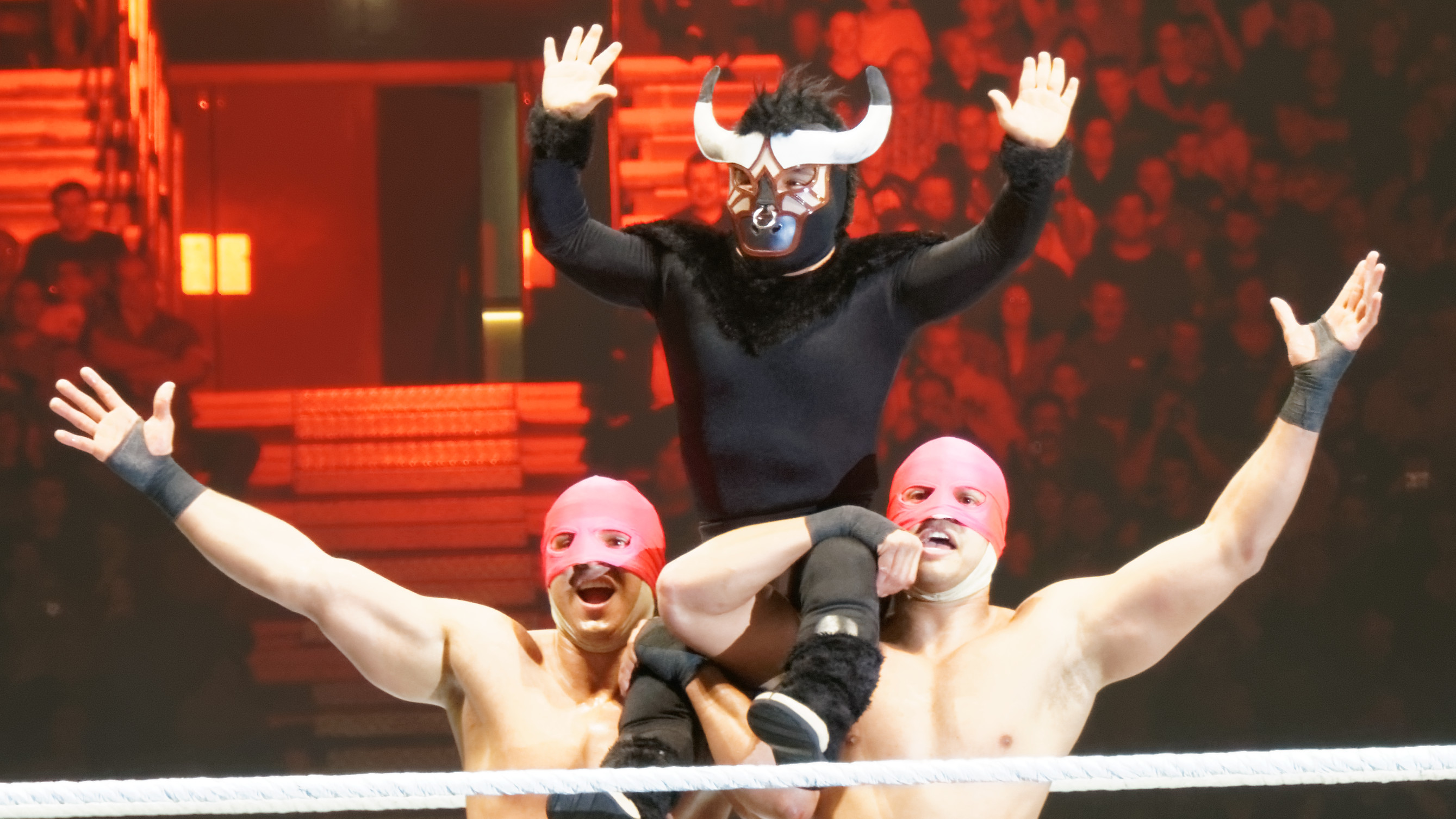
لوس ماتدوريس في 2013.

.

## روابط خارجية
- إبيكو كولون على موقع IMDb (الإنجليزية)
- إبيكو كولون على موقع قاعدة بيانات الفيلم (الإنجليزية)
- إبيكو كولون على موقع دبليو دبليو إي (الإنجليزية)
- إبيكو كولون على موقع CageMatch worker (الإنجليزية)
- إبيكو كولون على موقع قاعدة بيانات المصارعة على الإنترنت (الإنجليزية)
- إبيكو كولون على موقع عالم المصارعة على الإنترنت (الإنجليزية)
- إبيكو كولون على موقع عالم المصارعة على الإنترنت (الإنجليزية)